# Alejandro Peña Ceballos
Alejandro Andrés Ricardo Peña Ceballos (Santiago, 14 de mayo de 1967) es un abogado chileno. Se desempeñó como fiscal jefe Metropolitano Sur del Ministerio Público entre 2003 y 2011.

## Carrera profesional
Sus padres fueron Ramón Peña Villa y Felisa Ceballos Villanueva. Estudió en el Instituto Alonso de Ercilla y posteriormente ingresó a la carrera de Historia en la Universidad de Playa Ancha. A fines de la década de 1980 ingresó a derecho en la Universidad Diego Portales y luego en la Universidad Las Condes, de la que egresó. Antes de titularse como abogado trabajó como procurador en la Corporación de Promoción y Defensa de los Derechos del Pueblo (Codepu).
En agosto de 1991, estuvo recluido por 2 noches luego de ser detenido por Carabineros de Chile debido a desmanes realizados por la barra de Los de Abajo de Universidad de Chile a bordo de un Metrotren que viajaba entre las ciudades de Rancagua y Santiago. Tras prestar declaración, fue dejado en libertad y sobreseído por la justicia en octubre.
Ingresó al Poder Judicial como oficial del 11º Juzgado Civil de Santiago, y entre 1995 y 2000 fue relator de la Corte de Apelaciones de Santiago, ejerciendo también como juez del Crimen del 26º, 10º y 31.er Juzgados de Santiago.
Fue nombrado director de la Unidad de Tráfico Ilícito de Drogas de la Fiscalía Nacional en mayo de 2000 por el fiscal nacional Guillermo Piedrabuena.
El 3 de octubre de 2003 asumió como fiscal jefe Metropolitano Sur del Ministerio Público, cargo que ejerció desde el 16 de junio de 2005, con la vigencia de la Reforma Procesal Penal en la Región Metropolitana. El 14 de junio de 2010, el fiscal nacional Sabas Chahuán le asignó el «caso Bombas», reemplazando al fiscal Metropolitano Oriente, Xavier Armendáriz. Renunció el 6 de abril de 2011, para integrarse como jefe de la división de estudios del Ministerio del Interior, cargo en el que se mantuvo hasta el 5 de octubre de 2012, cuando renunció tras darse a conocer el llamado «caso sobreprecios».
Tras su salida de la fiscalía, ejerce su profesión y fue socio del estudio Marino, Peña y Asociados. En 2015 participó como abogado querellante en el «caso Penta».
Actualmente ejerce como abogado penalista independiente en el estudio jurídico Peña, Fodich, Villalobos.[cita requerida]